# Ritratto di Blaise Cendrars
Ritratto di Blaise Cendrars è un dipinto a olio su tela (61 x50 cm) realizzato nel 1917 dal pittore italiano Amedeo Modigliani.
Faceva parte della Collezione Riccardo Gualino: oggi si trova alla Galleria Sabauda di Torino.